# NGC 3979
NGC 3979 est une galaxie lenticulaire située dans la constellation de la Vierge. NGC 3979 a été découverte par l'astronome américain Edward Singleton Holden en 1881. Cette galaxie a aussi été observée par l'astronome américain Lewis Swift le 23 mai 1898 et elle a été inscrite à l'Index Catalogue sous la désignation IC 2976.

## Caractéristiques
Sa vitesse par rapport au fond diffus cosmologique est de 6 325 ± 39 km/s, ce qui correspond à une distance de Hubble de 93,3 ± 6,6 Mpc (∼304 millions d'al).

### Brillance de surface
Selon la base de données Simbad, NGC 3979 est une galaxie à faible brillance de surface, renseignement qui est inexacte, car avec une valeur de 12,89 mag/am2, la brillance de surface de cette galaxie ne peut être qualifiée de faible.